# Onesia elliptica
Onesia elliptica este o specie de muște din genul Onesia, familia Calliphoridae. A fost descrisă pentru prima dată de Macquart în anul 1847. Conform Catalogue of Life specia Onesia elliptica nu are subspecii cunoscute.